# Lieoux
Lieoux település Franciaországban, Haute-Garonne megyében. Lakosainak száma 126 fő (2022. január 1.). Lieoux Castillon-de-Saint-Martory, Landorthe, Latoue, Saint-Gaudens és Saux-et-Pomarède községekkel határos.

## Népesség
A település népességének változása:
| Lakosok száma | 128  | 125  | 126  | 126  | 126  | 127  | 127  | 127  | 126  |
|               | 2013 | 2015 | 2016 | 2017 | 2018 | 2019 | 2020 | 2021 | 2022 |